# Comté de Balranald
Le comté de Balranald (en anglais : Balranald Shire) est une zone d'administration locale située dans l'État de Nouvelle-Galles du Sud en Australie.

## Géographie
Le comté s'étend sur 21 693 km2 dans la Riverina au sud-ouest de la Nouvelle-Galles du Sud. Il est bordé par le Murray au sud, qui le sépare de l'État du Victoria. Outre son chef-lieu Balranald, il abrite les localités de Euston, Hatfield, Kyalite, Oxley et Penarie. Une partie de son territoire est occupée par le parc national Mungo.

## Démographie
| 2001  | 2006  | 2011  | 2016  | 2021  |
| ----- | ----- | ----- | ----- | ----- |
| 2 755 | 2 441 | 2 283 | 2 287 | 2 208 |

## Politique et administration

### Administration locale
Le conseil comprend huit membres élus pour un mandat de quatre ans, qui à leur tour élisent le maire pour deux ans.
Le 29 janvier 2020, les membres élus du conseil du comté sont démis de leurs fonctions par la ministre du gouvernement de Nouvelle-Galles du Sud chargée des collectivités locales, Shelley Hancock. Cette décision fait suite à la rédaction d'un rapport d'enquête qui souligne la mauvaise gestion du comté par le conseil sortant. Michael Colreavy est nommé administrateur. Les élections se tiennent le 14 septembre 2024 et le nouveau conseil entre en fonction le 11 octobre suivant.

### Liste des maires
| Période                                  | Période           | Identité         | Étiquette | Qualité        |
| ---------------------------------------- | ----------------- | ---------------- | --------- | -------------- |
| Les données manquantes sont à compléter. |                   |                  |           |                |
| 16 septembre 2014                        | 18 septembre 2018 | Leigh Byron      |           |                |
| 18 septembre 2018                        | 29 janvier 2020   | Alan Purtill     |           |                |
| 29 janvier 2020                          | 10 octobre 2024   | Michael Colreavy |           | Administrateur |
| 11 octobre 2024                          | en fonction       | Louie Zaffina    |           |                |

### Circonscriptions électorales
La zone est rattachée à la circonscription de Farrer pour les élections fédérales et à celle du Murray pour les élections à l'Assemblée législative de Nouvelle-Galles du Sud.